# The Heinrich Maneuver
«The Heinrich Maneuver» — песня американской пост-панк группы Interpol, выпущенная лейблами Capitol Records и Parlophone Records в качестве первого сингла к её третьему альбому Our Love to Admire. Впервые сингл был представлен на радио 7 мая 2007 года. Розничные издания на компакт-дисках и грампластинках вышли 2 июля, при этом на пластинках «The Heinrich Maneuver» был выпущен в двух частях.
Обложка сингла, с изображённым на ней сервалом, выполнена в соответствии со стилистикой обложки альбома Our Love to Admire. Группа представила песню «The Heinrich Maneuver» как «закрученную любовную песню-оду», посвящённую Калифорнии. Само название песни (с англ. «Приём Генриха») является аллюзией к приёму Геймлиха — оказанию первой помощи человеку, у которого в дыхательных путях застряли инородные предметы, посредством резких толчков на его диафрагму.
В британском чарте UK Singles Chart сингл достиг 31-го места.

## Списки композиций
Компакт-диск (CLCD 894)
1. «The Heinrich Maneuver» (радио-версия) — 3:25
2. «Mammoth» (инструментальная) — 4:12

7-дюймовая грампластинка, часть 1 (CL 894)
1. «The Heinrich Maneuver» (радио-версия) — 3:25
2. «Concert Introduction» (концертное вступление) — 2:22

7-дюймовая грампластинка, часть 2 (CLS 894)
1. «The Heinrich Maneuver» (радио-версия) — 3:25
2. «Wrecking Ball» — 4:30

## Музыкальный клип
Музыкальный видеоклип «The Heinrich Maneuver» вышел 26 июня 2007 года; он был снят режиссёром Эдмундом Элиасом Мериджом, известным по фильмам «Порождённый» и «Тень вампира».
В центре сюжета клипа — девушка в белом платье, с весёлым и беззаботным видом переходящая дорогу, где её, в конце, сбивает автобус. Всё это событие представлено в замедленной съёмке. Трое находящихся рядом прохожих реагируют на грозящую девушке опасность: модно одетая дама кричит, мужчина отрывается от своего разговора по телефону, позади них к этому месту спешит официант. Однако, в отличие от девушки, их замедленные движения постоянно «перематываются» назад и они не могут нагнать и предупредить её. Девушка сходит с тротуара на дорогу и не замечает, как на неё наезжает автобус. На этом моменте изображение прерывается чёрным экраном, но звуки возвещают о том, что автобус сбил девушку.